# Герб Ріу-Гранді-ду-Сулу
Герб штату Ріу-Гранді-ду-Сул — геральдична емблема і один з офіційних символів штату.

## Геральдичний опис
Має вертикальний еліпс у білому полотні, де вставлено герб. Оточений прапорами у кольорах штату. Під гербом девіз «Свобода, рівність, людяність». Цей девіз походить від масонства та Французької революції. У центрі — фригійський ковпак, символ республіки з часів штурму Бастилії.

## Історія
Від початку колонізації південноамериканських територій тут порядкували єзуїти. Їхня емблема складалася з сонячного світла, зарядженого абревіатурою IHS і трьома цвяхами хреста Христа внизу. Іноді цю емблему розміщували на щиті.
Герб Ріу-Гранді-ду-Сулу такий самий, як і за часів Рагсу, з деякими незначними змінами. Ось чому на ньому є напис «República Rio-Grandense» разом із датою початку революції Фаррапусу, 20 вересня 1835 року, дата, яка широко відзначається в штаті.
Вважається, що спочатку він був розроблений отцем Гідельбрандо, а в остаточному варіанті — майором Бернардо Піресом.
Герб був затверджений тим же Законом, яким були засновані гімн і прапор штату.
Державний закон № 5213 датований 5 січня 1966 року.